# ديرينغ (جورجيا)
ديرينغ (بالإنجليزية: Dearing, Georgia)‏ هي بلدة تقع في مقاطعة مكدوفي، جورجيا بولاية جورجيا في الولايات المتحدة. تبلغ مساحتها 2.2 (كم²)، وترتفع عن سطح البحر 143 م، بلغ عدد سكانها 441 نسمة في عام 2000 حسب إحصاء مكتب تعداد الولايات المتحدة وتصل الكثافة السكانية فيها 200.5 نسمة/كم2.

## أعلام
- ألن كيلي
- لي أندرسون

## وصلات خارجية
- The US50 - Cities and Towns in Georgia State
- Georgia Cities and Towns, Facts, Map, Flag, Colleges, Government, and More